# Haunting Ground
Haunting Ground, appelé Demento en version originale japonaise, est un jeu vidéo développé par Capcom Production Studio 1 et édité par la société Capcom, sorti en 2005 sur la console PlayStation 2. Il s'agit d'un spin-off de la série Clock Tower. Le gameplay est d'ailleurs très similaire à Clock Tower 3 et la maniabilité à Resident Evil Outbreak.
Haunting Ground est un jeu d'horreur psychologique. Le joueur incarne une jeune femme, Fiona Belli, qui se retrouve piégée dans un château occupé par d'inquiétants personnages. La survie de l'héroïne repose sur la capacité à fuir ses poursuivants et sur la complicité avec un chien, Hewie, qui défend la jeune femme et l'aide à résoudre les énigmes.

## Système de jeu
Le joueur contrôle Fiona et explore le château en quête d'une échappatoire, résolvant des énigmes pour débloquer des accès. Le personnage est constamment sous la menace d'un individu qui la poursuit au hasard des allées et venues. Le seul moyen d'échapper à l'agresseur est de fuir suffisamment loin ou de se réfugier dans une cachette.
Fiona est un personnage fluet à la constitution fragile : elle succombe rapidement aux coups des ennemis, s'épuise de courses répétées et ses attaques, le coup de pied et la charge, sont peu efficaces. La promiscuité de l'agresseur et autres situations angoissantes provoquent chez elle un état de panique graduel qui se traduit par l'altération de la maniabilité du personnage et de la visibilité de l'action, et la rend encore plus vulnérable. A contrario, les ennemis sont invincibles et peuvent seulement être ralentis (jusqu'à une confrontation finale). Ils sont sensibles aux bruits de pas, aux cris et aux bris d'objets.
Un berger allemand à poils blancs répondant au nom de Hewie devient le compagnon de Fiona au début de l'aventure. L'animal est indispensable pour résoudre certaines énigmes et constitue l'arme de défense privilégiée de l'héroïne. Son flair permet aussi de prévenir les dangers, de révéler objets et indices, et de débloquer des actions secondaires. Le joueur donne des injonctions à l'animal à l'aide du stick droit de la manette : attaquer, se préparer (à attaquer), rechercher, appeler, attendre, gronder et féliciter. Hewie dispose d'une attaque normale et d'une attaque chargée, qui neutralise davantage le poursuivant en le prenant par surprise. Les efforts répétés et les coups encaissés peuvent épuiser l'animal jusqu'à la perte de connaissance (la mort en mode difficile). La relation de confiance entre Fiona et Hewie doit être entretenue au fil de l'aventure pour optimiser la collaboration : la maîtresse devra manifester des attentions à son égard telles que l'inviter à rester en sa compagnie, le caresser après une bonne action, le nourrir ou le soigner.
Les environnements présentent une variété de cachettes : se glisser dans un placard, sous un lit, se tapir derrière une porte, dans une ombre ou derrière un meuble, etc. Il est nécessaire de varier les emplacements sous peine de finir par être confondu par l'ennemi. Certains lieux présentent des « points de vengeance », des configurations propices à un traquenard qui permet d'écarter temporairement l'ennemi.
Fiona peut ramasser différents types d'objets en chemin, qui sont stockés dans un inventaire : des objets de récupération (endurance, état panique, santé), des objets d'attaque ou « distracteurs » (poudre paralysante, mines à base de magnésie...), et des objets spéciaux (des bottes qui étouffent les bruits de pas, une boucle qui apaise l'angoisse...). Les objets doivent être expérimentés pour connaître leur effet, qui dans certains cas s'avère néfaste. Une salle de raffinage dissimulée dans la demeure permet de créer de nouveaux objets sur la base de médaillons préalablement trouvés.
Le jeu propose quatre fins possibles.

## Synopsis
Fiona Belli se réveille prisonnière d'une cage dans le donjon d'un château. Elle vient tout juste d'avoir un accident de voiture mais a du mal à se souvenir de ce qui s'est vraiment passé. Se rendant compte que la cage dans laquelle elle se trouve n'est pas fermée à clé, elle s'en extirpe et fait la connaissance d'un gros chien qui va l'aider durant sa quête de réponses. Son but est de trouver un moyen de s'enfuir du château.

## Personnages
- Fiona Belli : la protagoniste du jeu, elle porte des bottes de cuir, jupe mauve et haut blanc avec 6 contours dorés sur ses manches. Elle est la seule personnage jouable.
- Ayla Belli : mère de Fiona décédée
- Lorenzo Belli : antagoniste du jeu
- Ugo Belli : père de Fiona décédé
- Hewie : chien qui accompagne Fiona , c'est un berger allemand.
- Debilitas : ennemi du jeu difforme , seul antagoniste reformé jusqu'à la fin
- Daniella : ennemie de jeu avec un morceau de verre
- Riccardo Belli : ennemi du jeu au revolver

## Développement
Haunting Ground est développé par la société japonaise Capcom, connue pour avoir popularisé le genre survival horror au milieu des années 1990 avec la franchise Resident Evil. Le jeu est produit par Kōji Nakajima et dirigé par Kazuhiro Tsuchiya. Le lead designer est Yukio Andoh et le scénario est écrit par Makoto Ikehara d'après une ébauche de Noboru Sugimura. Plusieurs membres-clés de l'équipe ont travaillé sur le jeu d'horreur Clock Tower 3 (2003), dont Haunting Ground hérite du système de panique. La mise en scène des cinématiques est supervisée par Naoto Takenaka. Les musiques sont composées par Seiko Kobuchi et Shinya Okada. Un album officiel, Demento Original Sound Track, est paru en 2005 au Japon.

## Bande originale
- Compositeurs :

Seiko Kobuchi (1~12, 14~32, 37)
Shinya Okada (6, 13, 19, 24, 30, 33)
- Date de sortie : 31 août 2005 (Japon)
- Éditeur : Suleputer
- N° catalogue : CPCA-10121
- Durée : 72 min 06 s

1. Endless... DEMENTO
2. Strange Door
3. Captured Maiden
4. Twisted Eyes
5. Innocent Freak
6. Special Scenes 1
7. Closed Mind
8. Lunatic Piano
9. Precious Hewie
10. Last Debilitas
11. Stalking Insanity
12. Something Lacking
13. Special Scenes 2
14. W→R carousel
15. Last Daniella
16. No Completion
17. Writhing Embryo
18. Sly Hunter
19. Special Scenes 3
20. Fake Planets
21. Last Riccardo
22. Spiral End
23. Warped Obsession
24. Special scenes 4
25. Hazy Vision
26. Final Lorenzo
27. Ultimate DEMENTO
28. His Repentance
29. Endless Zero
30. Special Scenes ~ Death
31. Solitary Bells
32. Liebestraume Notturno III ~ nostalgic
33. Secret Dance
34. Bonus Arrange / Precious Hewie ~ Neverland Mix
35. Bonus Remix / Homunculus ~ Orgasmus Mix
36. Bonus Remix / Sly hunter ~ Chicago-Azawa Mix
37. Bonus Arrange / Endless Zero ~ Eljen Wien Mix

## Accueil
| Publication          | Note                     |
| -------------------- | ------------------------ |
| 1UP.com              | C+                       |
| Edge                 | 7 sur 10                 |
| Dengeki PlayStation  | 85, 70, 70 et 75 sur 100 |
| Eurogamer            | 7 sur 10                 |
| Famitsu              | 8, 8, 8, 7 sur 10        |
| Gamekult             | 6 sur 10                 |
| GameSpot             | 7.2 sur 10               |
| IGN                  | 7,7 sur 10               |
| Compilation de notes |                          |
| GameRankings         | 73 sur 100               |
| Metacritic           | 67 sur 100               |

Haunting Ground a reçu une note moyenne d'environ 70 % dans les médias spécialisés. Pour le site Just Adventure, le jeu constitue une bouffée d'air frais dans le monde du survival horror malgré certains éléments frustrants, et le conseille aux amateurs de jeu d'aventure et aux fans de survival horror qui ne cherchent pas de l'action. Pour IGN, le jeu propose une expérience horrifique intéressante avec un gameplay au rythme posé et à la dimension tactique gratifiante. La réalisation est louée pour le détail dans les environnements et la modélisation des personnages ainsi que l'absence de temps de chargement entre les salles et le support du mode d'affichage à balayage progressif. Eurogamer pense qu'il s'agit du meilleur jeu du genre depuis Project Zero II (2003) : il trouve le titre rafraichissant mais en manque d'ambition quant à rompre les normes posées par deux générations de jeux d'horreur japonais. Le site 1UP.com, à l'avis plus mitigé, estime que le jeu n'est pas sans mérites mais paraît daté en comparaison de Resident Evil 4 (2005).